# Чагари
Чагари — хутор в Россошанском районе Воронежской области.
Входит в состав Лизиновского сельского поселения.

## География
На хуторе имеются три улицы — Лесная, Мира и Молодежная.

## Население
| 2010 |
| ---- |
| 210  |

В 2005 году на хуторе проживало 170 жителей.